# Danaea jenmanii
Danaea jenmanii là một loài dương xỉ trong họ Marattiaceae. Loài này được Underw. mô tả khoa học đầu tiên năm 1902.